# Louis Zellas
Louis Auguste Sallez dit Louis Zellas ou Zellas, né le 25 juin 1879 à Villeparisis et mort le 20 novembre 1941 dans le 9e arrondissement de Paris, est un acteur français.

## Biographie
Fils de forgeron, né en 1879 à Villeparisis, Louis Auguste Sallez entre également dans le métier comme frappeur, avant de devenir artiste de cirque d'abord comme haltérophile et lutteur  puis comme acrobate équilibriste. Il crée avec son frère sa propre troupe Les Zellas dont il devient le porteur
Repéré par les cinéastes pour sa stature imposante et sa carrure d'athlète, il va se voir confier pendant une quinzaine d'années des rôles de caractère tout en continuant d'exercer ses talents d'acrobate sur les pistes de cirques ou les scènes de music-halls tant à Paris qu'en province.
Sa carrière s'arrête après la sortie de son dernier film, Debout là-dedans !, en décembre 1935. Veuf, Louis Sallez meurt en novembre 1941, en son domicile du 25, rue Turgot. Il est inhumé deux jours plus tard au cimetière parisien de Pantin.

## Filmographie
- 1921 : Un drame sous Napoléon, film en 2 époques de Gérard Bourgeois : Toussac
- 1924 : La Galerie des monstres de Jaque Catelain
- 1924 : Le Lion des Mogols de Jean Epstein : Kavalas[10]
- 1927 : La Merveilleuse Vie de Jeanne d'Arc, fille de Lorraine de Marco de Gastyne
- 1928 : Tire-au-flanc de Jean Renoir : Muflot
- 1930 : Méphisto, film en 4 époques d'Henri Debain et Georges Vinter : le Dogue de Bordeaux[11]
- 1930 : Sous les toits de Paris de René Clair : le consommateur jaloux
- 1930 : La Joie d'une heure d'André Cerf : un figurant de cinéma
- 1931 : Les Amours de minuit de Augusto Genina et Marc Allégret : le capitaine du cargo[12]
- 1931 : Le Chant du marin de Carmine Gallone : Gaspard
- 1931 : À bas les hommes, court-métrage d'Henri Decoin[13]
- 1931 : Je serai seule après minuit de Jacques de Baroncelli
- 1931 : Le Train des suicidés d'Edmond T. Gréville : un complice
- 1932 : Le Marchand de sable d'André Hugon : Igor
- 1932 : Criminel de Jack Forrester
- 1932 : Son plus bel exploit, court-métrage d'André E. Chotin
- 1932 : Le Chimpanzé, court-métrage de Marco de Gastyne
- 1932 : IF1 ne répond plus de Karl Hartl
- 1933 : L'Étoile de Valencia de Serge de Poligny : un machiniste
- 1933 : Knock ou le triomphe de la médecine de Louis Jouvet et Roger Goupillières : Raffalens
- 1933 : L'Agonie des aigles de Roger Richebé : le capitaine Chouard
- 1934 : Minuit, place Pigalle de Roger Richebé
- 1935 : Le Baron tzigane de Karl Hartl et Henri Chomette
- 1935 : Le Diable en bouteille de Heinz Hilpert et Reinhart Steinbicker
- 1935 : Debout là-dedans ! d' Henry Wulschleger : le fort des Halles réserviste[14]